# Пребоне (Леко)
Пребоне је насеље у Италији у округу Леко, региону Ломбардија.
Према процени из 2011. у насељу је живело 41 становника. Насеље се налази на надморској висини од 318 м.